# Рудник Юбілєйний (Алтинди)
Рудник Юбілєйний (Алтинди) – виробничий майданчик на заході Казахстану, на якому провадять видобуток золота.
Родовище відкрили в 1964-му і вже у 1969-му почали тут перший видобуток. Первісно розробка велась відкритим способом, при цьому при проектній глибині кар’єру у 140 метрів його фактична глибина станом на середину 2000-х становила 107 метрів. В подальшому перейшли на підземний спосіб, для чого спорудили шахти «Капітальна» та «Вентиляційна» глибиною 520 та 414 метрів відповідно.
З 1969 по 1997 роки видобули 2,2 млн тон руди та 14,5 тон золота. Далі на тлі краху планової економіки рудник потрапив у скрутне становище, унаслідок чого і шахти, і кар’єр виявились затопленими. В 2000-му роботи перейшли під контроль ТОВ «Юбілейное», за чим почалось відновлення діяльності підприємства – якщо в 2001-му видобули лише 15 тисяч тон руди (99 км золота), то у 2004-му цей показник вже становив 132 тисячі тон (966 кг золота). Видобута руда відправлялась для переробки на заводах російського Уралу.
Станом на середину 2010-х з родовища вже отримували біля 400 тисяч тон руди на рік, при цьому з 2015-го рудник перейшов під контроль «AltynEx Company».
Станом на початок 2021 року балансові запаси руди оцінювались у 55 млн тон, які вміщують 73 тони золота (ще 8 тон золота рахувались як позабалансові запаси). «AltynEx Company» планує запустити у другій половині 2020-х власну гірничо-металургійну фабрику, яка б переробляла до 5 млн тон руди на рік.